# Fuentes de Rubielos
Fuentes de Rubielos is een gemeente in de Spaanse provincie Teruel in de regio Aragón met een oppervlakte van 38,91 km². Fuentes de Rubielos telt 114 inwoners (1 januari 2016).

## Demografische ontwikkeling
Bron: INE, 1857-2011: volkstellingen